# Blasiphalia
Blasiphalia — рід грибів. Назва вперше опублікована 2007 року.

## Класифікація
До роду Blasiphalia відносять 1 вид:
- Blasiphalia pseudogrisella